# Kereszeni
Kereszeni (tatarski: керәшен, Kriaszeny, ros. Кряшены) – tatarskojęzyczni prawosławni, zamieszkujący Federację Rosyjską, głównie Tatarstan, a także, w mniejszym stopniu, Baszkirię, Udmurcję i Obwód czelabiński.
Kwestia, czy Kereszeni to odrębny naród, czy jedynie grupa etniczna w obrębie Tatarów nie jest rozstrzygnięta. 

## Pochodzenie
Pochodzenie Kereszenów nie jest jasne. 
Istnieje kilka koncepcji na temat tego, kiedy grupa ta wyodrębniła się spośród Tatarów. Niektórzy uczeni uważają, iż Kereszeni to potomkowie głównie tatarskich mieszkańcy środkowej Azji, który przyjęli chrześcijaństwo (obrządku nestoriańskiego), zanim jeszcze ogół Tatarów przyjął islam, i to nie tyle Kereszeni wyodrębnili się spośród Tatarów, ile Tatarzy, pierwotnie wyznawcy szamanizmu i nestorianizmu przechodząc na religię muzułmańską wyodrębnili się spośród jednego narodu i odtąd istniały dwa narody, których drogi rozeszły się. 
Inni badacze, którzy obecnie stanowią większość, uważają, iż Kereszeni to Tatarzy, którzy w XVI - XVII w., pod wpływem nacisków rosyjskich przyjęli prawosławie.
Istnieją także teorie wiążące Kereszenów z innymi ludami, które zostały zasymilowane językowo i kulturowo (lecz nie religijnie) przez Tatarów. 

## Kultura
Kultura Kereszenów zbliżona jest do kultury Tatarów nadwołżańskich (kazańskich), oczywiście z uwzględnieniem silnych różnic wynikających z odmienności religii, przy czym na Kereszenów dużo większy wpływ niż na resztę Tatarów wywarła kultura rosyjska. W ostatnich latach rodzima kultura tego ludu szybko jest wypierana przez rosyjską wersję kultury zachodniej.
Ateizacja z czasów Związku Radzieckiego spowodowała odejścia liczne od religii prawosławnej - głównego elementu odróżniającego Kereszenów od Tatarów, co w dzisiejszych czasach powoduje, iż wielu niewierzących Kereszenów uważa się nawet nie za tatarską grupę etniczną, ile po prostu za Tatarów.
Kereszeni są traktowani na przemian jako naród, bądź tatarska grupa etniczna. W czasie spisu powszechnego z 2002 r. uznano ich za odrębny naród, do którego przynależność zadeklarowało 24.668 osób.